# Messier 100
M100 (ook Messier 100 of NGC 4321) is een spiraalvormig sterrenstelsel in het sterrenbeeld Hoofdhaar (Coma Berenices). Vanaf onze aarde zien we het exact van bovenaf. Het is ontdekt in 1781 door Pierre Méchain, waarna zijn vriend Charles Messier het enkele weken later klasseerde in zijn catalogus van Messierobjecten.

## Karakteristieken
Dankzij de ontdekking van 20 cepheïden in 1993 door de Hubble ruimtetelescoop heeft men de afstand tot het stelsel kunnen schatten op 56 miljoen lichtjaar. M100 diende trouwens als test voor de ruimtetelescoop, waardoor men enkele fouten heeft kunnen ontdekken in de optiek van de Hubble. Het stelsel bevindt zich in de Virgocluster, waarvan het een van de belangrijkste leden is. De helderste spiraalarmen ervan bestaan uit blauwe sterren, ontstaan door de interactie van het stelsel met naburige stelsels. De diameter van het sterrenstelsel is groter dan die van de Melkweg en bedraagt ongeveer 120 000 lichtjaar.
Gedurende de 20e eeuw zijn niet minder dan vier supernova's binnen dit stelsel geïnventariseerd: 1901B, 1914A, 1959E en 1979C. Van deze laatste is de magnitude tot 11,6 geklommen in april 1979, wat zeldzaam is voor zulk een verafgelegen sterrenstelsel.

## Waarneming
M100 heeft een redelijk zwakke magnitude van 9,4 en kan dus niet worden waargenomen door een verrekijker. Met een kleine telescoop is het daarentegen mogelijk om de kern te zien als een vage vlek. Een telescoop van minstens 200 mm is nodig om het gebied rond de kern te zien als een zwakke halo. Met 400 mm kunnen de spiraalarmen worden gezien. Met een 200 mm-telescoop is het echter wel mogelijk de armen te fotograferen met lange sluitertijden.

## Verwante onderwerpen
- Lijst van Messierobjecten
- Messierobject
- Sterrenstelsel
- New General Catalog